# Zwiebel-Binse
Die Zwiebel-Binse (Juncus bulbosus), auch Knollen-Binse  genannt, ist eine Pflanzenart aus der Gattung Binsen (Juncus) innerhalb der Familie der Binsengewächse (Juncaceae).

## Beschreibung

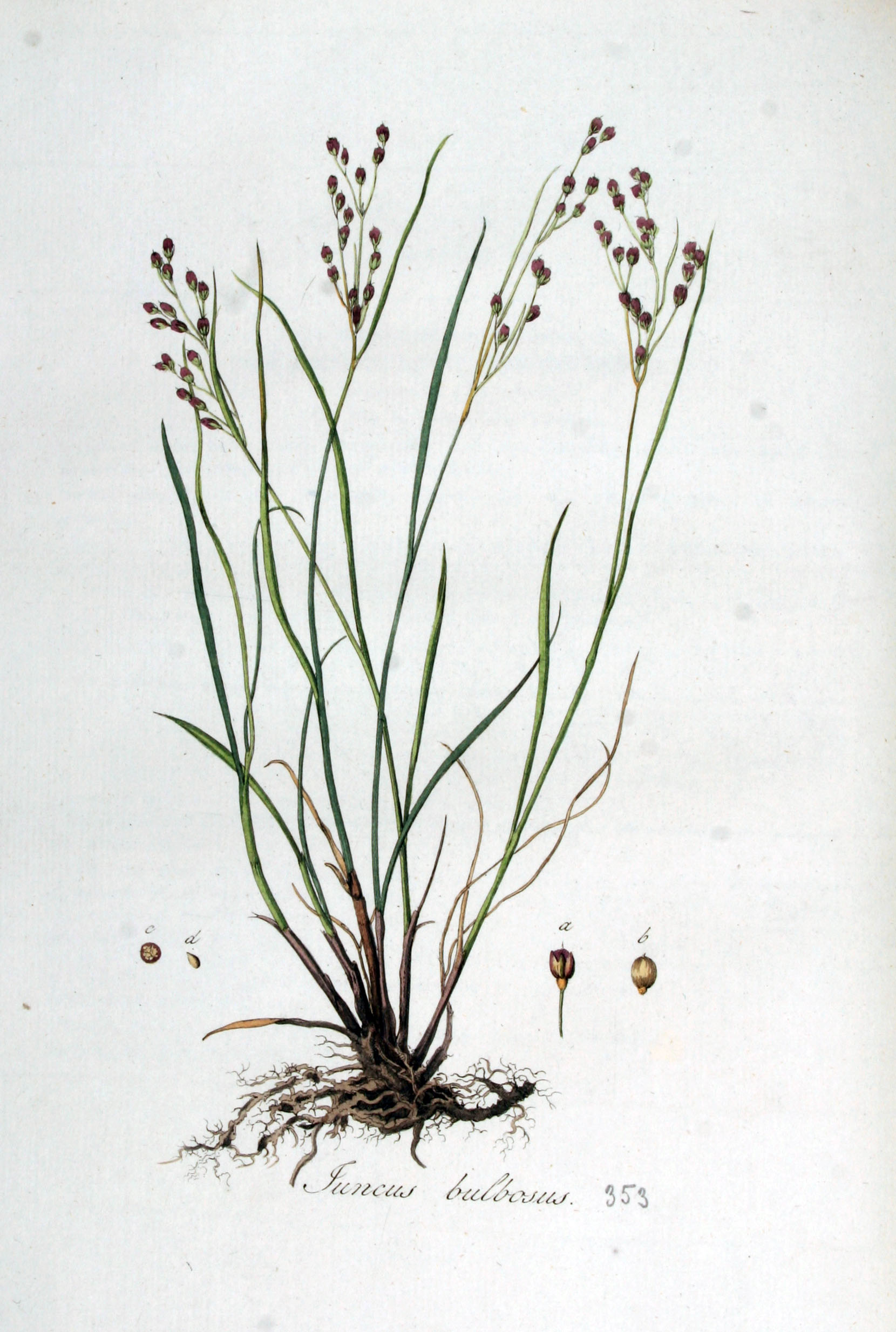
Illustration der Zwiebel-Binse (Juncus bulbosus)

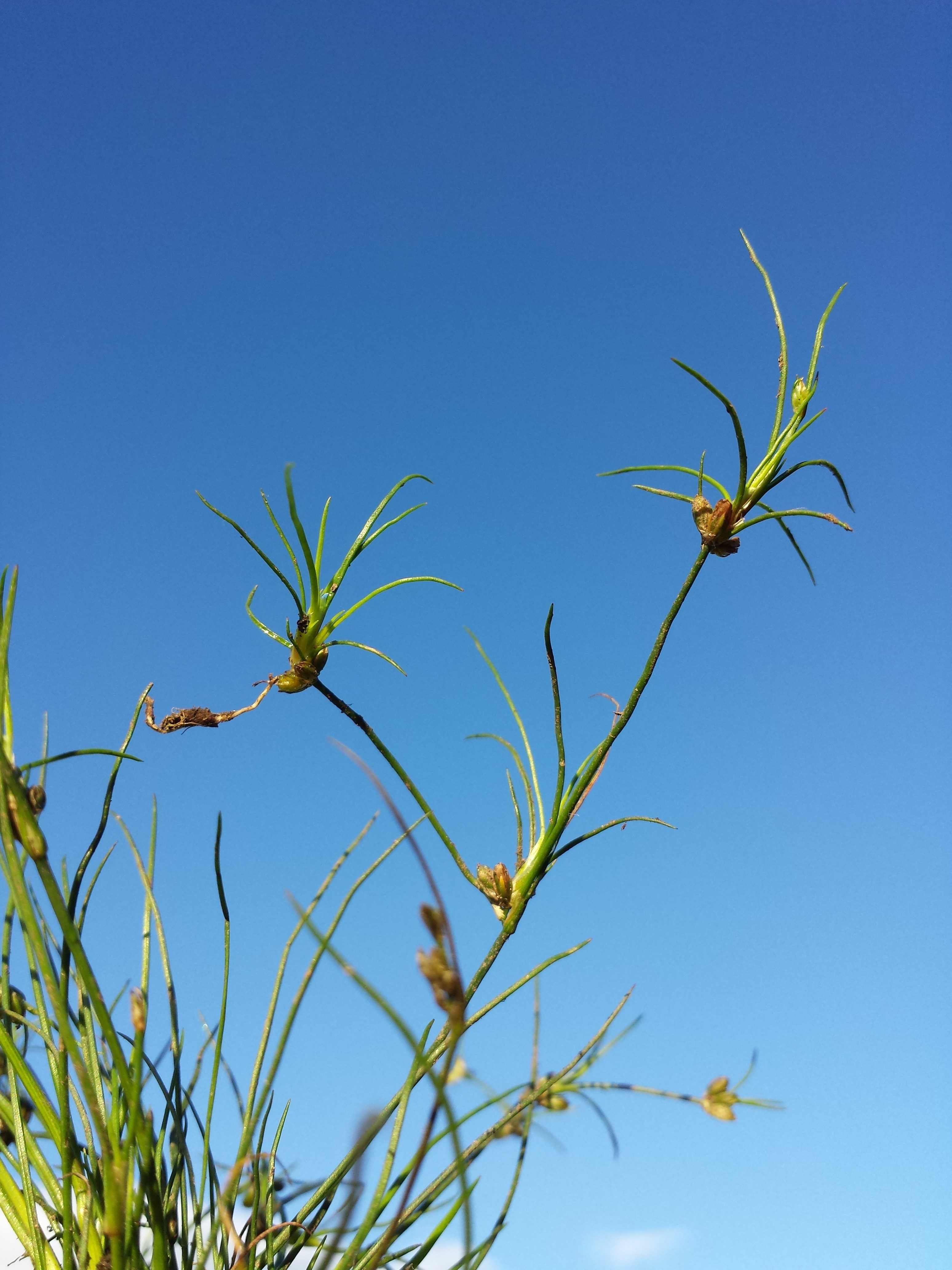
Blütenstand mit Laubtrieben

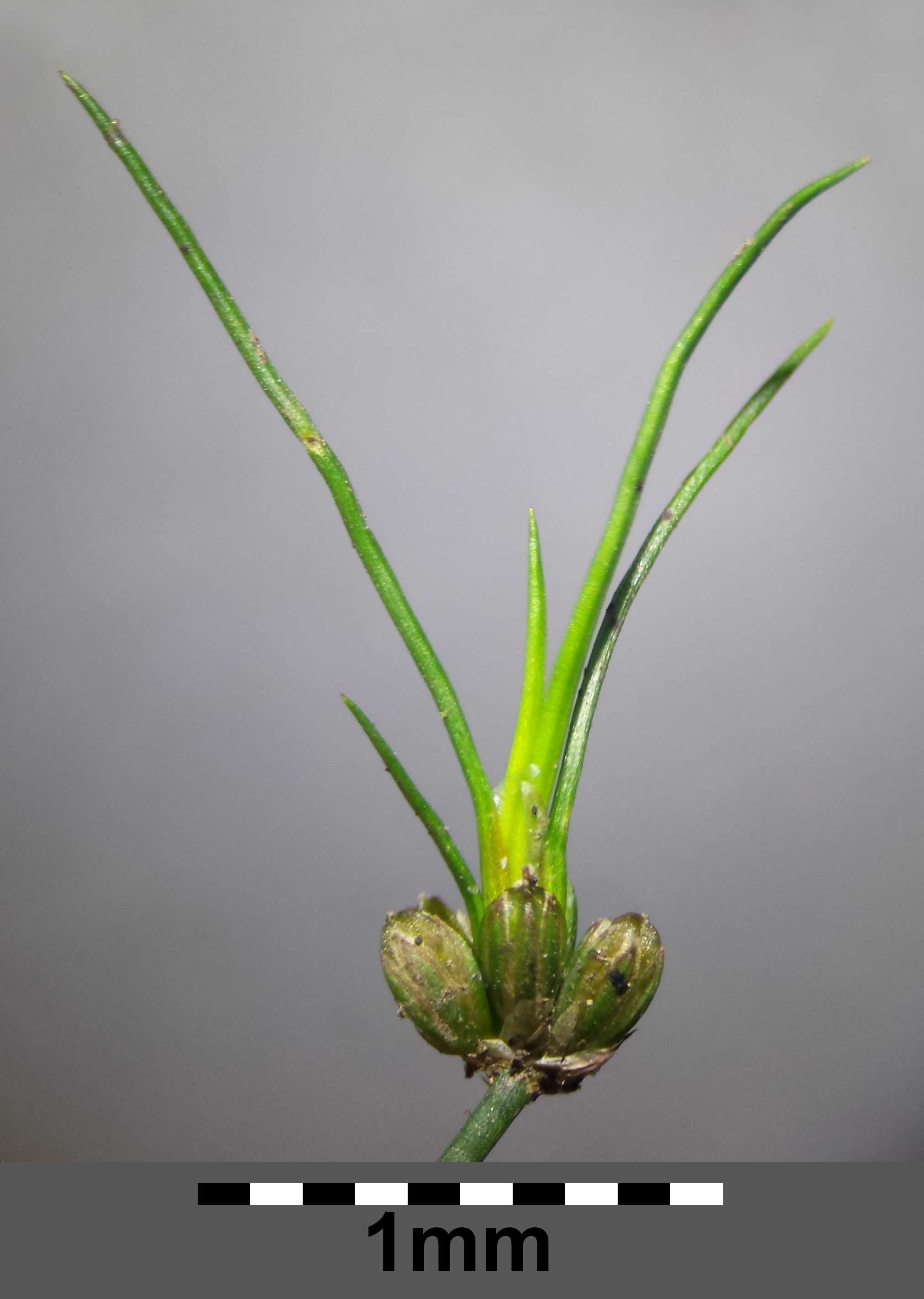
Blütenstand mit Laubtrieben

### Vegetative Merkmale
Die Zwiebel-Binse wächst als überwinternd grüne, ausdauernde krautige Pflanze, die Wuchshöhen von 1 bis 20 (bis 30) Zentimeter erreicht. Sie bildet kurze Ausläufer. Die Basis der Sprossachse ist zwiebelartig verdickt. Der meist bogig aufsteigende Stängel kann an den Knoten (Nodien) wurzeln und ist oft rötlich. Die Laubblätter sind in Blattscheide und Blattspreite gegliedert. Die Öhrchen der Blattscheide sind lang und häutig. Die Laubblätter sind oft etwas rinnig und innen mit mehreren engen Längsröhrchen. Die Blattspreite kann borstlich bis fadenförmig, rundlich oder oberseits schwach rinnig sein und von variabler Länge.

### Generative Merkmale
Die Blütezeit ist Juli bis Oktober. Der endständige Blütenstand ist eine Spirre. In der verzweigten Spirre sind zwei bis 15 Blüten knäuelig zusammengefasst. Der gesamte Blütenstand besteht aus 3 bis 20 solcher Köpfchen. Blütenköpfchen können aber teilweise durch Adventivsprosse aus den Achseln der Deckblätter ersetzt sein. Die rötlichgrünen Perigonblätter sind gleich lang und die äußeren spitziger als die inneren. Sie sind 2 bis 3 Millimeter lang, breit hautrandig und grün, hellbraun bis dunkelbraun oder rötlich. Die äußeren Blütenhüllblätter sind eiförmig bis lanzettlich und bootförmig. Der innere Staubblattkreis fehlt oder ist stark reduziert, daher gibt es oft nur drei Staubblätter. Die Staubbeutel sind 0,3 bis 1 Millimeter lang und so lang wie oder länger als die Staubfäden. Der sehr kurze Griffel trägt blassrote, 1 bis 1,5 Millimeter lange Narben. Die reife Kapselfrucht ist stachelspitzig und deutlich länger als die Perigonblätter. Sie ist grün bis dunkelbraun und gegen den Grund zu heller. Die Samen sind 0,5 bis 0,6 Millimeter lang, ellipsoidisch und rotbraun.
Die Chromosomenzahl beträgt 2n = 40.

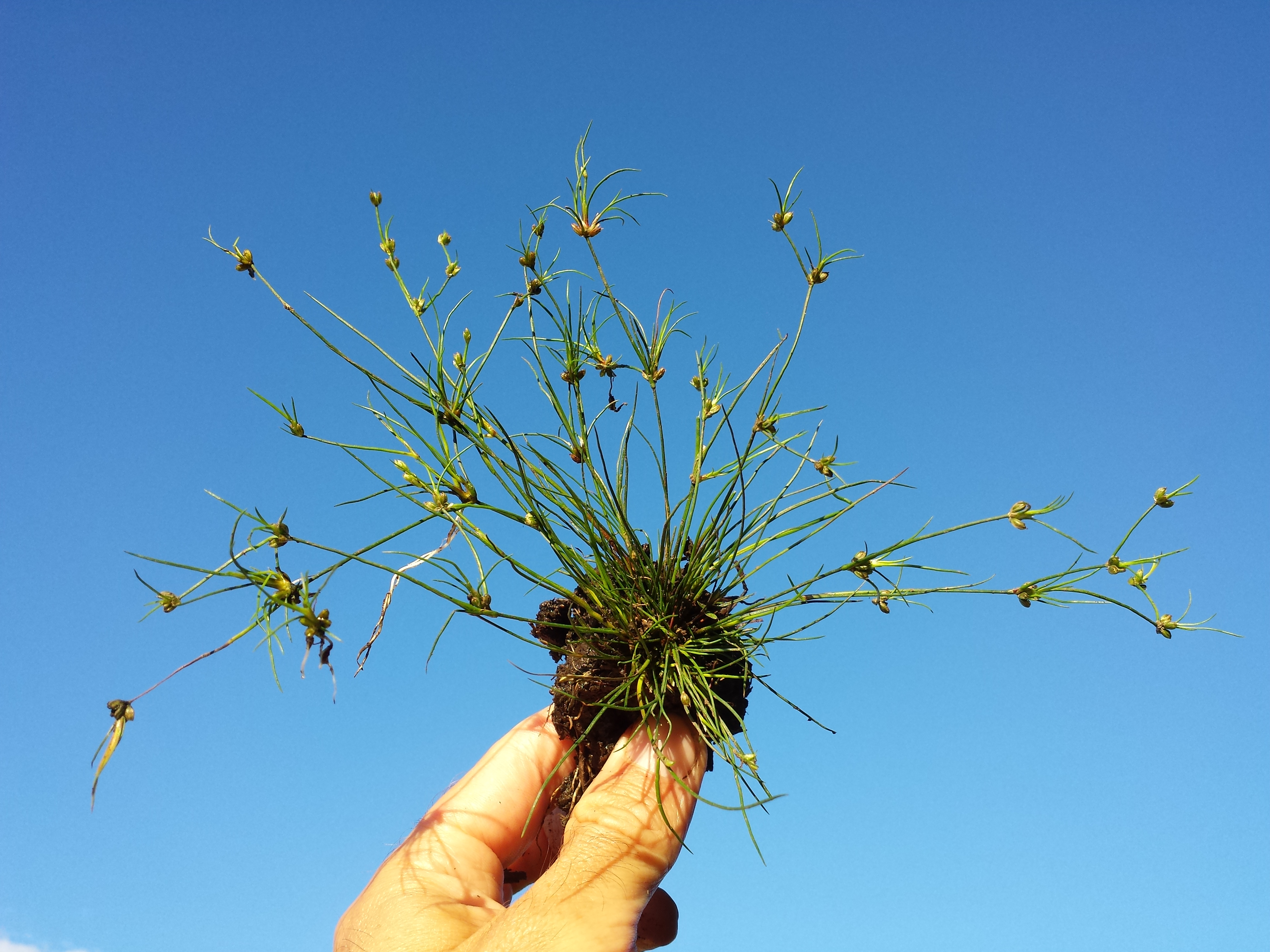
Habitus

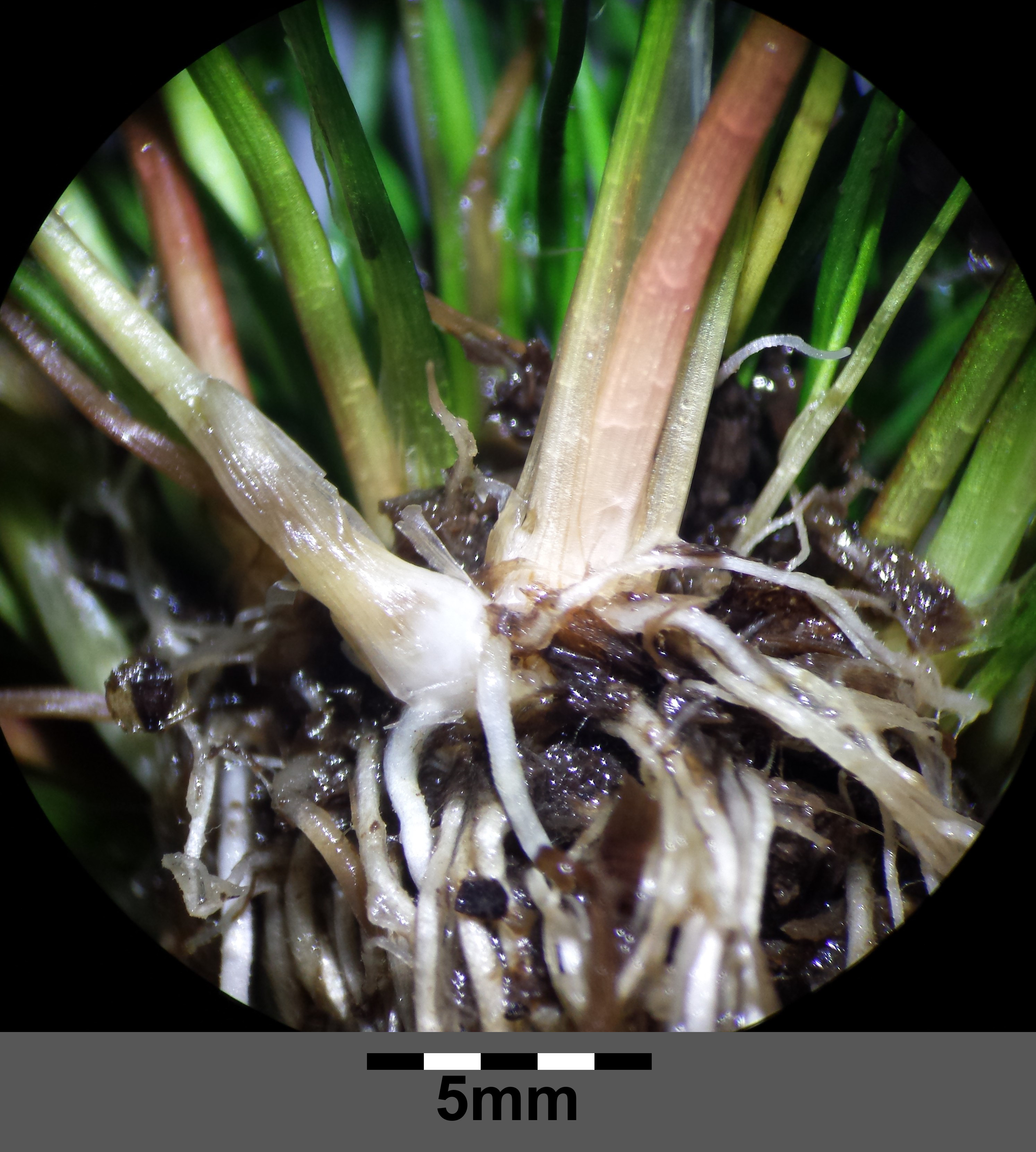
Die Stängelbasen sind teilweise knollig angeschwollen.

## Ökologie
Die Zwiebel-Binse ist ein Hydrophyt und Hemikryptophyt. Die Wuchsform ist je nach Standort sehr veränderlich. Untergetauchte Individuen gleichen solchen nur wenig, deren Standort nie längere Zeit überspült wird. Manche können sogar regelrecht im Wasser fluten. Manche Exemplare blühen schon im ersten Jahr und bleiben dann klein; ihr Stängel kann dann sogar nur einen Zentimeter lang sein. Blattartige Missbildungen am Blütenstand können durch die Stiche des Binsenflohs (Livia juncorum) hervorgerufen werden.

## Vorkommen
Die Zwiebel-Binse kommt außer in Europa in Marokko und in Tunesien vor. In Nordamerika, in Australien und in Neuseeland ist sie ein Neophyt. In Europa fehlt sie nur in den Ländern Albanien, Griechenland, Bulgarien und Moldau. Die Zwiebel-Binse besitzt einen (nordisch-)subatlantischen Verbreitungsschwerpunkt. Die Zwiebel-Binse fehlt oder ist selten im südlichen Mittelmeergebiet und in Südosteuropa. Die östliche Verbreitungsgrenze ist annähernd der 30. östliche Längengrad.
Die Zwiebel-Binse gedeiht am besten in sauren und daher kalkarmen oder kalkfreien, oft überschwemmten Sand-, Schlick- oder Torfböden. Sie wächst an offenen Stellen in Flachmooren, in der Uferzone von Heideseen oder in träge durchflossenen Gräben von Sandgebieten. In Mitteleuropa ist sie insgesamt selten, kommt aber an ihren Standorten meist in kleineren Beständen vor. Sie steigt in den Alpen bis in Höhenlagen von etwa 1250 Meter.
Die ökologischen Zeigerwerte nach Landolt et al. 2010 sind in der Schweiz: Feuchtezahl F = 4+w+ (nass aber stark wechselnd), Lichtzahl L = 4 (hell), Reaktionszahl R = 2 (sauer), Temperaturzahl T = 3+ (unter-montan und ober-kollin), Nährstoffzahl N = 2 (nährstoffarm), Kontinentalitätszahl K = 2 (subozeanisch).

## Taxonomie und Systematik
Die Zwiebel-Binse wurde 1753 von Carl von Linné in Species Plantarum Tomus 1, S. 327 als Juncus bulbosus erstbeschrieben. Synonyme für Juncus bulbosus L. sind Juncus supinus Moench, Juncus setifolius Ehrh., Juncus uliginosus Roth, Juncus fluitans Lam. und Juncus supinus f. submersus Glück. Wegen ihrer Vielgestaltigkeit hat die Art sehr viele Synonyme. So zählt POWO für die Art 82 verschiedene Synonyme auf, EURO+MED 65 Synonyme.
Manche Autoren unterscheiden 2 Unterarten:
- Juncus bulbosus subsp. bulbosus
- Juncus bulbosus subsp. kochii (F.W.Schultz) Reichg.: Sie besitzt meist 6 Staubblätter mit Staubbeuteln, die halb so lang wie die Staubfäden sind. Die Perigonblätter sind hellbraun bis kastanienbraun. Sie wurde in Deutschland in Mecklenburg-Vorpommern, in Sachsen und in Rheinland-Pfalz beobachtet.[6]